# ألفارو لابويرتا
ألفارو لابويرتا (22 سبتمبر 1927 - 2 يونيو 2018) كان سياسيًا إسبانيًا عضوًا في مجلس النواب بين عامي 1977 و2004، وشغل منصب أمين صندوق حزب الشعب من 1993 إلى 2008. وقد تم استجوابه بشأن دوره في قضية بارسيناس وتم إعفاؤه بعد تشخيص الخرف.

## السيرة الشخصية
ولد لابويرتا في 22 سبتمبر 1927 في مدريد، ودرس القانون في جامعة كومبلوتنسي بمدريد وأصبح المدعي العام للدولة، وعمل في جيرونا وتيرويل وغوادالاخارا. عمل والده خوسيه ماريا دي لابويرتا في كامبسا.
خدم لابويرتا سبع فترات في مجلس النواب من 1977 إلى 2004، وكان أمين صندوق حزب الشعب بين عامي 1993 و2008. أثناء عضويته في المؤتمر تولى لابويرتا أدوارًا قيادية في لجنة الأشغال العامة ولجنة الميزانية.
أصيب لابويرتا في سقوط عام 2013 ودخل في غيبوبة. بعد تشخيص إصابة لابويرتا بالخرف أعفته اللجنة الوطنية من الاستجواب المتعلق بقضية بارسيناس وقضية غورتيل ذات الصلة. توفي في مدريد عن عمر يناهز 90 عامًا في 2 يونيو 2018.